# Doleschall Pál (fizikus)
Doleschall Pál (Debrecen, 1938. szeptember 24. – Budapest, 2021. szeptember 1.) magyar elméleti fizikus.

## Életút
Fizikatanulmányait az Eötvös Loránd Tudományegyetemen kezdte Budapesten, majd 1958-tól a moszkvai Lomonoszov Egyetemen folytatta, ahol 1965-ben szerzett diplomát.
Tanulmányai után a Magyar Tudományos Akadémia Központi Fizikai Kutató Intézetben dolgozó tudósként tért vissza Magyarországra. 1974-ben kandidátusi 1998-ban pedig a fizikai tudományok doktora fokozatot szerezte meg. Doleschall Pál az 1970-es évek elején vált ismertté a nemzetközi közösség számára a három-nukleonnal kapcsolatos tanulmányai révén. Ő volt az első, akinek sikerült tenzorerőket és magasabb nukleon-nukleon parciális hullámokat beépítenie a Faddeev-egyenletekbe. Az akkori kísérleti mérésekkel együtt ezek a számítások növelték a tudományos érdeklődést a nukleon-deuteron szórási rendszert illetően.Természetesen továbbra is probléma maradt az adatok értelmezésével, amelyet abban az időben főként a proton-deuteron szórásból származtattak. Így kihívás merült fel pontos háromnukleonos számítások elvégzésére, figyelembe véve a nagy hatótávolságú proton-proton Coulomb-kölcsönhatást. Doleschall számításai révén a tudományos fókusz a polarizációs háromnukleonos mérések megfigyelhető mennyiségei felé fordult. Az 1980-as évek elején Doleschall az elsők között állt elő, aki három nukleon szétesését figyelte meg teljes dinamikus bemeneti állapottal. A megfelelő közlemények egy része szoros együttműködésben jelent meg a ETH Zürichben és a Los Alamos Nemzeti Laboratóriumban dolgozó kísérleti csoportokkal. Doleschall mindig nagyon pontosan reprodukálta és elmagyarázta a kísérleti méréseket elméleti számításokkal. Ezért nagyon szerette a nukleon-nukleon kölcsönhatások aspektusainak feltárását, ahogyan azok a háromnukleonos rendszerben megnyilvánulnak. A két legfontosabb kérdés a nem lokalitás szerepe a nukleon-nukleon kölcsönhatásban illetve a specifikus off-shell viselkedések hatása. A megfelelő vizsgálatok során fenomenológiai nukleon-nukleon kölcsönhatásokat dolgozott ki, amelyek lehetővé tették bizonyos rövid hatótávolságú nem lokalitás hatások figyelembevételét. Doleschall a nukleáris háromtest-problémán túl a deuteronmag szóródását is vizsgálta egy általa kidolgozott háromtest-modellel, ami a Fadeev-egyenlet egy numerikus megfelelője. A tübingeni és bolognai kollégáival az ilyen típusú kutatásokra fordította a legtöbb figyelmét. Mindezeken túl részt vett a kaonikus deutérium tulajdonságainak nagyon pontos számításaiban is, megfelelően figyelembe véve a Coulomb-kölcsönhatást.